# Voiture sans permis

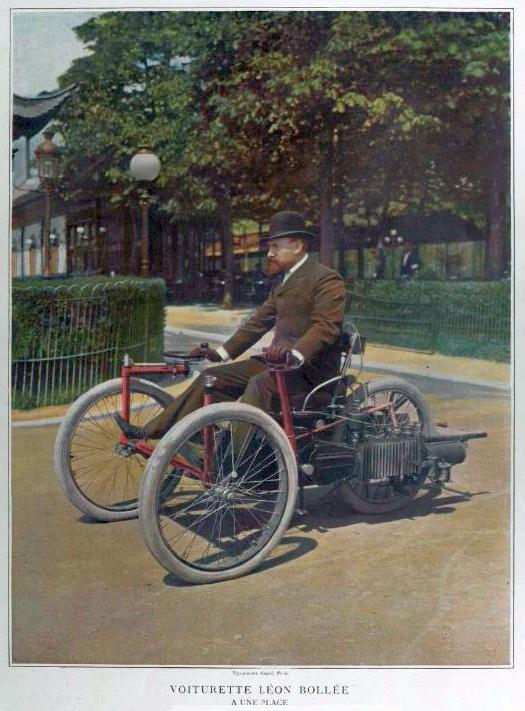
Voiturette de course à une place Léon Bollée, de 1898.

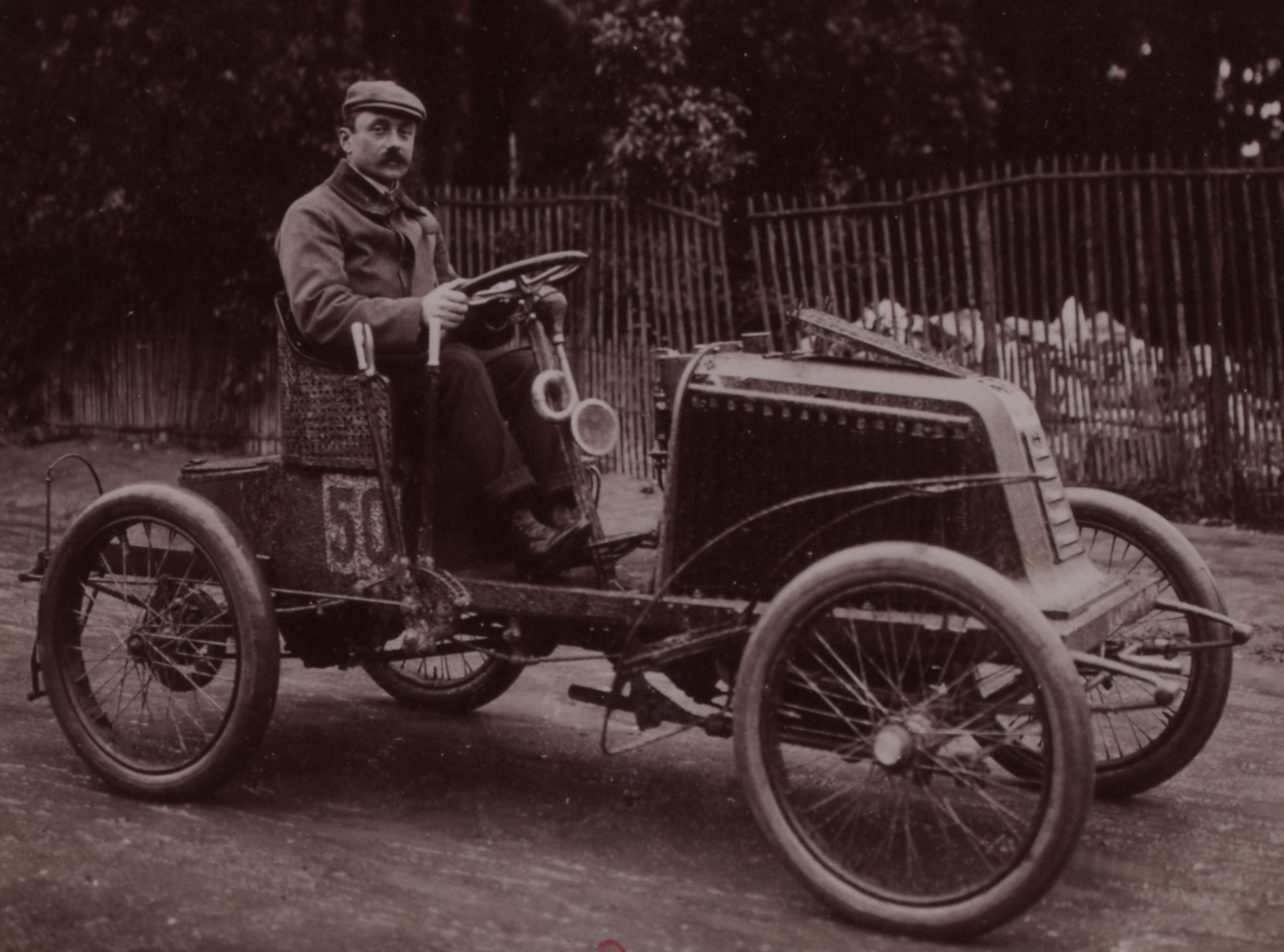
Georges Cormier sur voiturette Renault, en 1902.

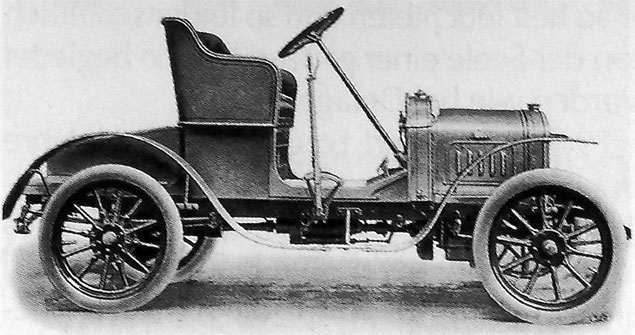
Une voiturette Delage de 1906.

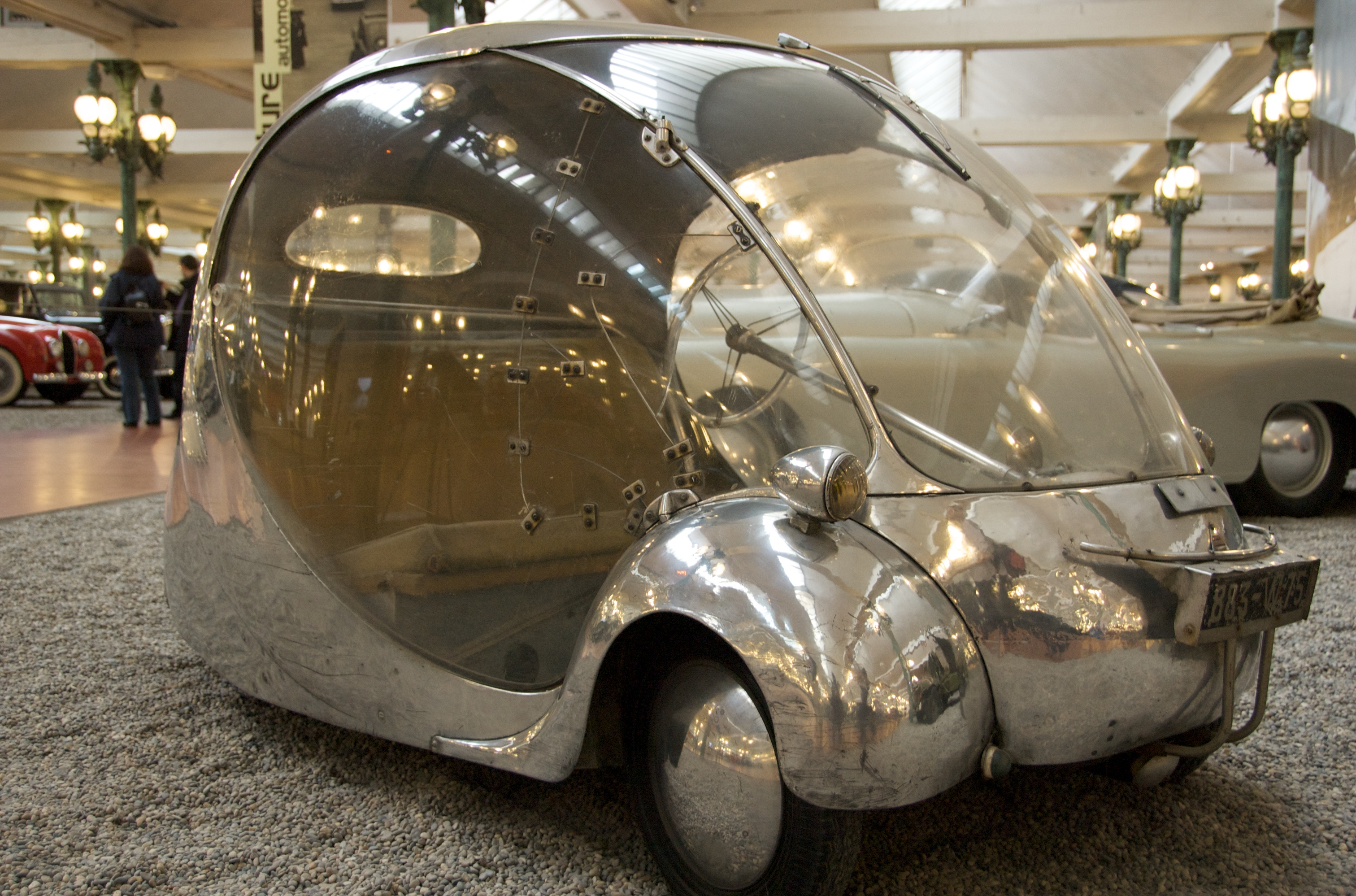
L'Œuf de 1938 (musée Schlumpf).

Une voiture dite sans permis (VSP) ou « voiturette », parfois micro-voiture, voiture-œuf ou voiture sans P, est un véhicule carrossé à moteur dont la réglementation est similaire ou dérivée de celle de la catégorie des cyclomoteurs notamment en ce qui concerne le permis de conduire. En fonction de la législation nationale, la conduite peut ne pas nécessiter de permis de conduire automobile obligatoire et le véhicule ne peut pas dépasser les 100-130 km/h[réf. nécessaire]. Les caractéristiques techniques ne répondent pas au standard européen d'une voiture de tourisme — en particulier pour les normes de sécurité : absence d'obligation d'ABS, d'airbag, d'ESP, de TPMS ou d'AEB ou de protection contre les chocs. Il s'agit le plus souvent d'un quadricycle à moteur, mais une voiturette peut être aussi un tricycle à moteur ou véhicule à trois roues.
La dénomination « voiture sans permis » peut être trompeuse : ce qui est parfois appelé une voiture sans permis par les personnes vivant en France et nées avant 1988 est d'un point de vue réglementaire un « Quadricycle léger à moteur » ou « voiturette », mais ces véhicules légers dits « sans permis » nécessitent en fait un brevet — c'est-à-dire un permis AM — pour les personnes nées après 1988 en France ou dans les autres pays européens,.
Cette classe de véhicules est une classe européenne. D'autres pays ont d'autres classifications de véhicules :
- les véhicules sans permis européens sont plus légers que les keijidōsha ;
- les véhicules basse vitesse québécois sont exclusivement électriques et sont limités à des vitesses ne dépassant pas 32 à 40 km/h[3].

## Historique

### Jusqu'en 1947

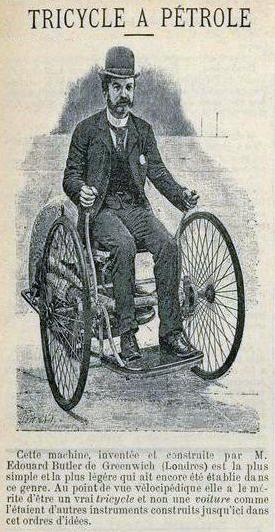
Tricycle à pétrole (future voiturette) de 1891, dû à Edouard Butler.

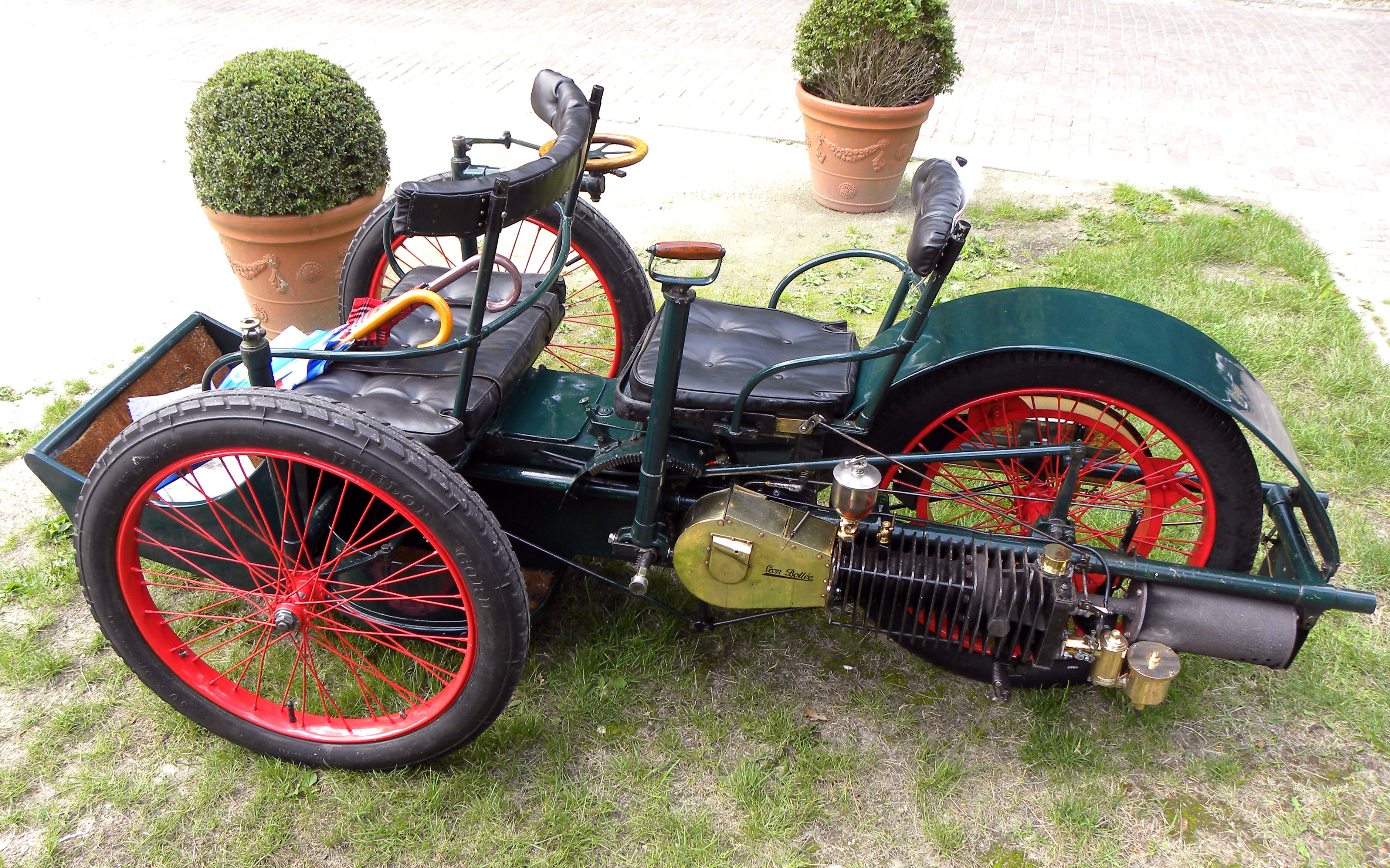
Voiturette (Tri-Car britannique) Léon Bollée, de la fin du XIXe siècle.

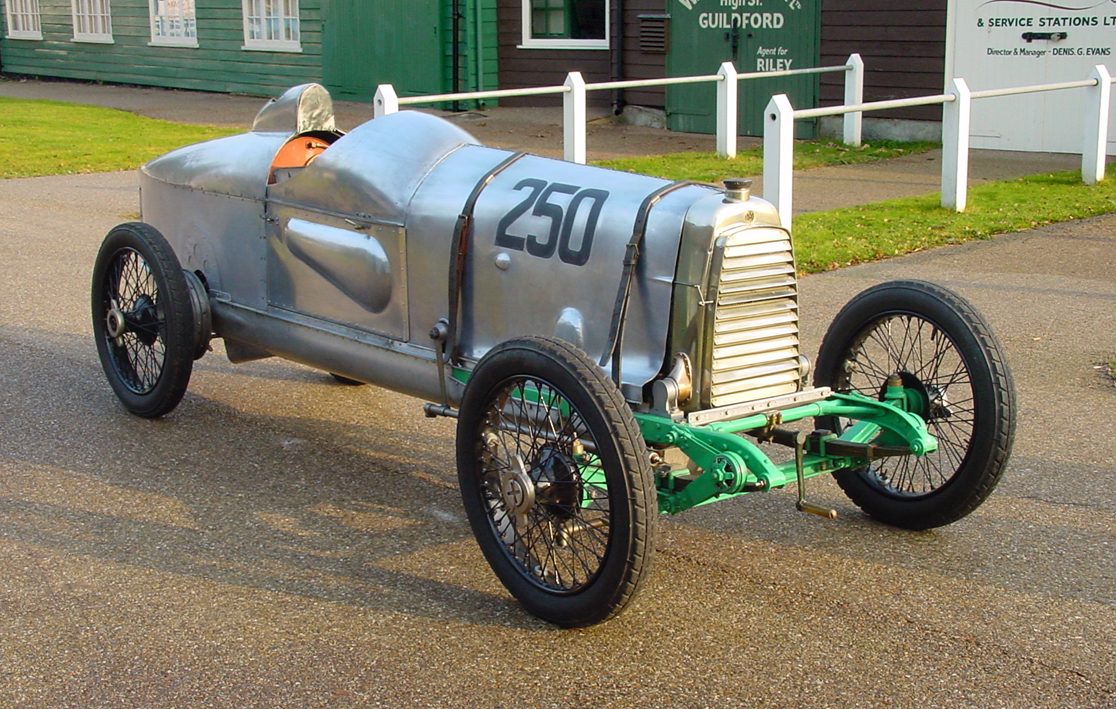
Véhicule unique de 1923 conçu pour battre un record de vitesse de voiturettes.

Le terme de « voiturette » a été utilisé pour la première fois par le constructeur automobile français Léon Bollée pour désigner un tricycle de son invention. Il en a déposé le nom, et ce mot au fil du temps est passé dans le langage courant pour désigner actuellement des voitures dont la conduite ne nécessite pas de permis. Bollée crée en 1896 les « Voiturette », déjà qualifiées de voiturettes, qui sont des tricycles motorisés (« tricars » en Angleterre) désormais montés sur pneumatiques.
Des voitures légères à quatre roues (en anglais « light cars »), aussi appelées « voiturettes », de 250 à 400 kg et de moins de 1,5 litre de cylindrée, apparaissent avant le premier conflit mondial. Elles ont l'avantage d'être relativement abordables à l'achat et à l'entretien. Faciles à assembler, elles sont même parfois vendues en kit à monter soi-même sur un châssis (comme pour la marque française de voitures en bois Malicet-Blin, importée notamment en Espagne par Carlos de Salamanca)[réf. nécessaire].
En 1946, certaines courses motocyclistes comprenaient la participation de voiturettes, dans la région d'Alger.
La première course spécifique « Voiturettes », le Critérium des Voiturettes, est disputée le 6 juin 1899, et remportée par un certain Wilfrid (sur Bollée). Elle sera suivie par la Coupe des chauffeurs amateurs au mois d'août, gagnée par Louis Renault. La Coupe des Voiturettes de Boulogne verra sept éditions entre 1906 et 1913. Des courses spécifiques de cyclecars existent aussi alors. Les compétitions idoines se déroulent pour quelques décennies en France, en Italie, au Royaume-Uni, en Espagne... Jusqu'en 1903, Renault domine grâce aux frères du même nom les courses de voiturettes de l'ouest européen, puis vient le tour de Lion-Peugeot entre 1908 et 1911 (Guippone, Goux et Boillot). De 1922 à 1923, les cyclecars Salmson sont aussi fréquemment récompensés (Desvaux, Benoist et Casse).
En France, la loi de finances du 30 juillet 1920, qui fixe une taxe fiscale forfaitaire annuelle de 100 francs pour les cyclecars (véhicules offrant une ou deux places, pesant au plus 350 kg et dont le moteur présente une cylindrée ne dépassant pas 1 100 cm3),, permet l'essor de la vente de ces véhicules légers jusqu'en 1925, lorsque ce régime fiscal avantageux sera supprimé.
Jusqu'à la fin de 1947, alors que ces dernières ne sont plus vendues telles quelles en tourisme, le terme « voiturette » désigne alors aussi une catégorie de voitures de courses, devenue Formule 2 en 1948.

Voiturettes et leurs champions
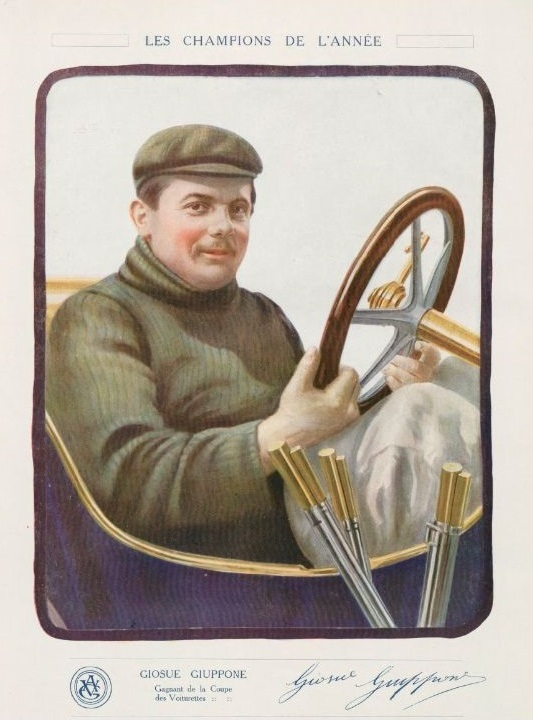
Giosuè Giuppone, champion 1909 pour ses nombreux succès en voiturettes Lion-Peugeot (La Vie au grand air).
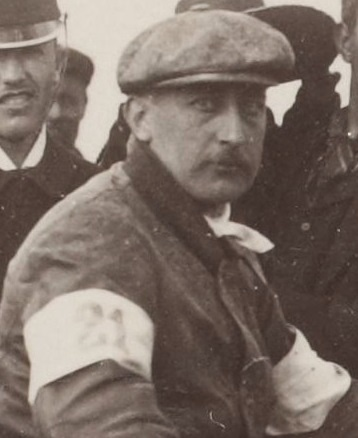
Wilfrid, le vainqueur du Critérium des Voiturettes de juin 1899 sur voiturette Bollée.
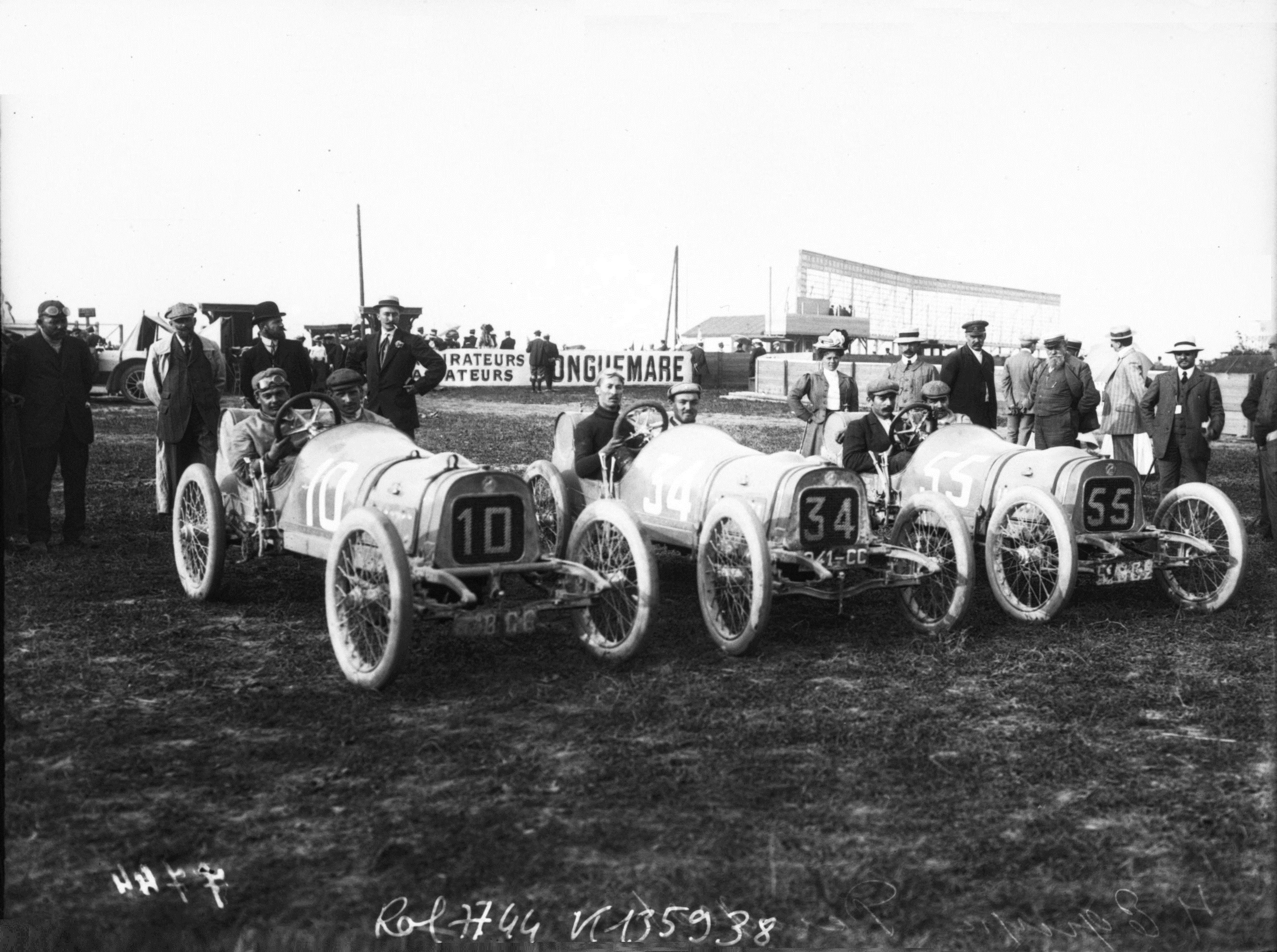
L'équipe Peugeot au départ du Grand Prix de Dieppe Voiturettes de 1908.

### Après-guerre
Les petites voitures ont émergé dans les années suivant la Seconde Guerre mondiale, alors que les motocyclettes étaient communes afin de mieux protéger des intempéries. Les véhicules à trois roues ont gagné en popularité au Royaume-Uni, où ils pouvaient être conduits avec un permis de conduire une motocyclette. Les micro-voitures sont également devenues populaires en raison de leurs meilleures efficiences énergétique. L'une des premières micro-voitures a été le Bond Minicar de 1949.
Le succès des micro-voitures en Europe à cette époque est dû à l'émergence d'une demande populaire de transport motorisé personnel bon marché dans le contexte du prix élevé du pétrole dû en partie à la crise de Suez de 1956. La plupart sont des véhicules à trois roues, critère qui en beaucoup d'endroits permettait des taxes moindres et un permis moto.

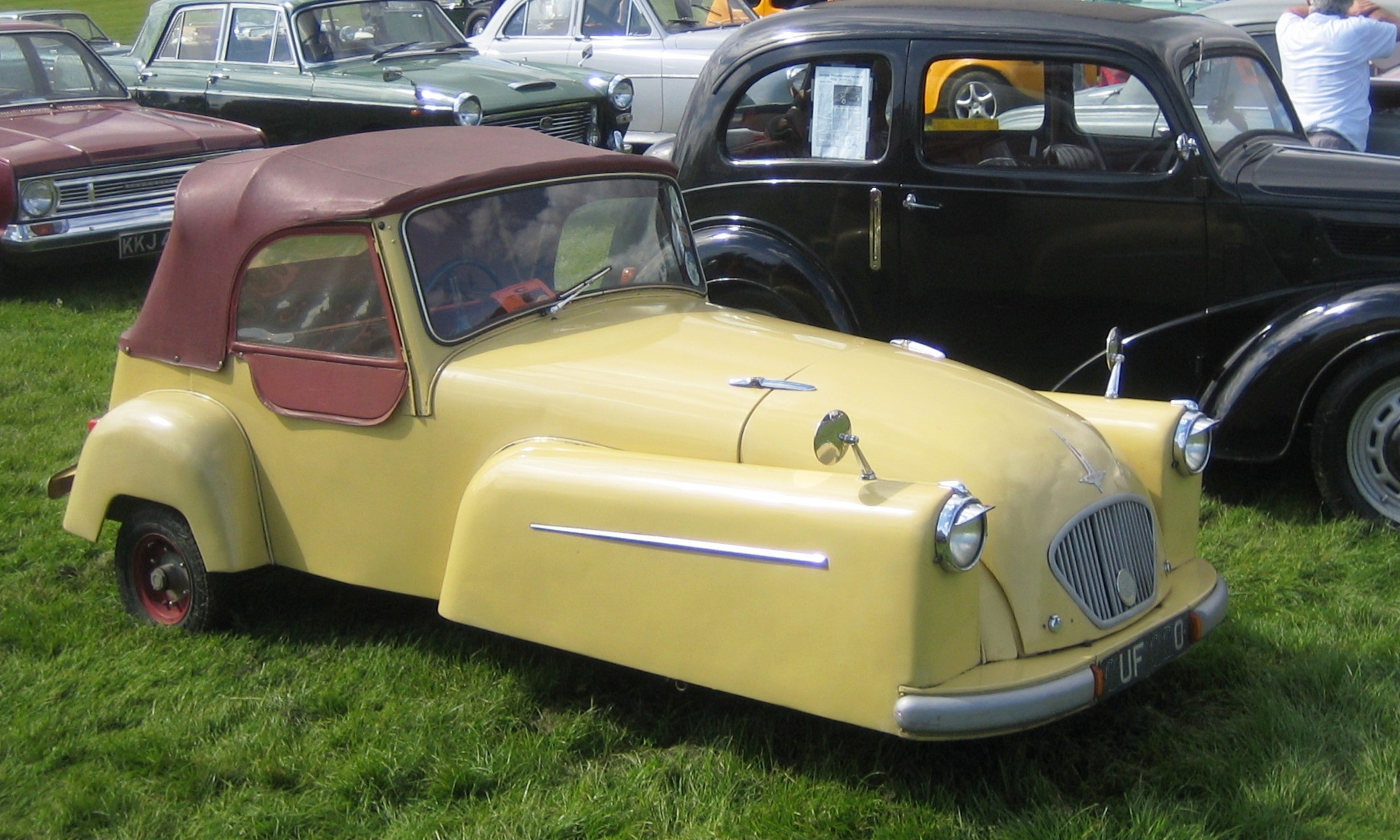
Bond Minicar (1956).
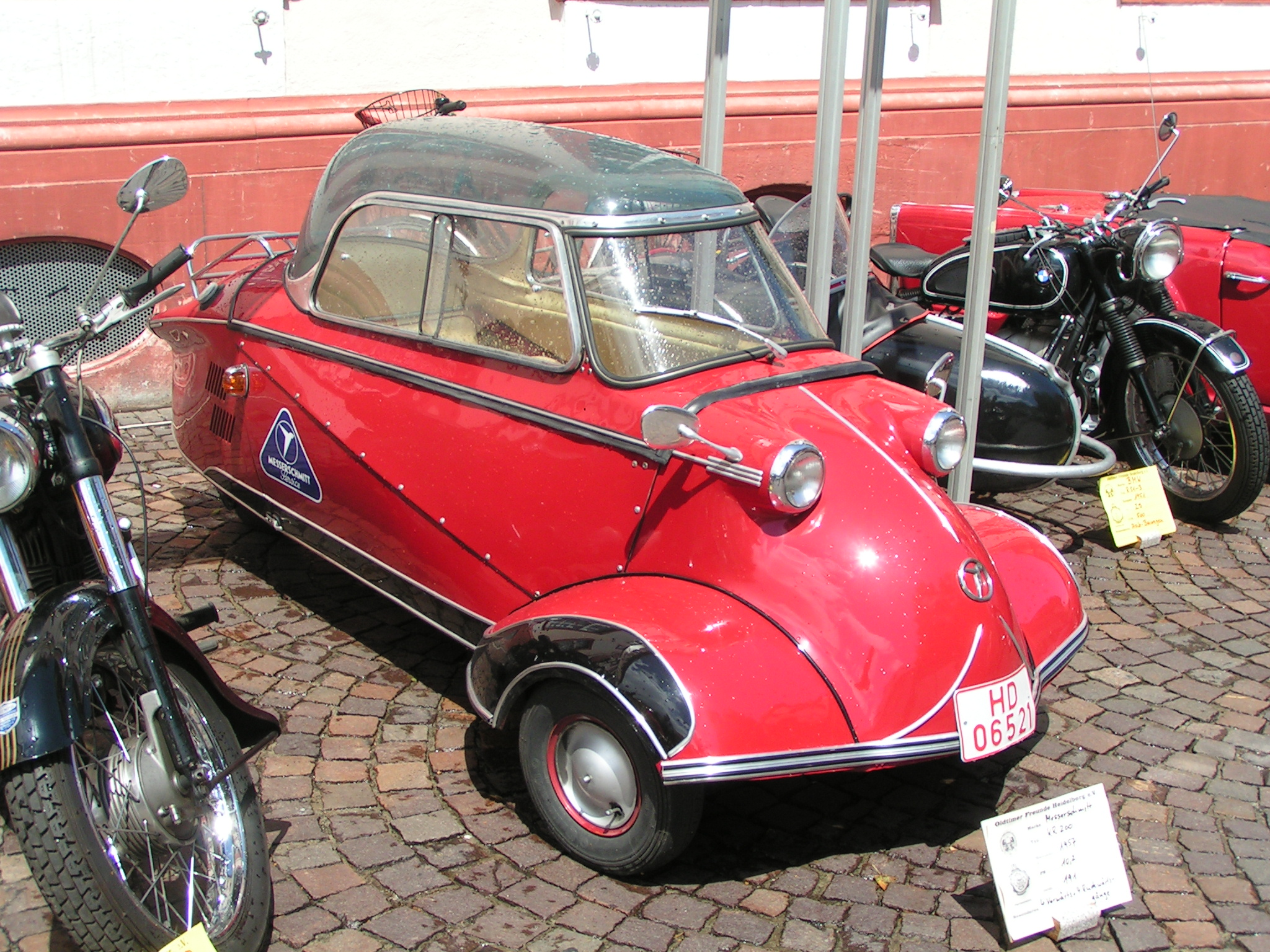
Messerschmitt Kabinenroller KR 200.

| Nom               | Pays            | cylindrée                       | Prix                                                  | Vitesse  | Consommation |
| ----------------- | --------------- | ------------------------------- | ----------------------------------------------------- | -------- | ------------ |
| Isetta-Velam      | France          |                                 | 297 000 francs                                        |          |              |
| Rovin             | France          | 462 cm3, 13 ch                  | 368 000 francs                                        |          |              |
| Mochet (en)       | France          | 125 à 175 cm3                   | 315 à 330 000 francs                                  | 55 km/h  |              |
| Vallée            | France          | 125 à 175 cm3                   | 275 à 285 500 francs                                  |          | 3 litres     |
| Avolette (en)     | France          | 125 à 250 cm3                   | 239 500 francs                                        |          |              |
| Microcar          | France          | 125 cm3                         |                                                       |          |              |
| Galy              | France          | 280 cm3                         | 337 000 francs                                        |          |              |
| Voisin            | Espagne         | 197 cm3, 9 ch à 4 500 tr/min    | 337 000 francs                                        | 75 km/h  | 4,5 litres   |
| FMR Tg500 (en)    | Allemagne       | 493 cm3, 19,5 ch à 5 000 tr/min | 4 650 DM (soit 46 % le prix de l'Austin-Healey Sprite | 128 km/h | 6,5 litres   |
| Isetta-BMW        | Allemagne       | 250 cm3, 12 ch à 5 800 tr/min   |                                                       | 85 km/h  |              |
| Zündapp Janus     | Allemagne       | 250 cm3, 14 ch à 5 200 tr/min   |                                                       | 85 km/h  |              |
| Kleinschnittger   | Allemagne       | 250 cm3, 15 ch à 4 000 tr/min   |                                                       | 100 km/h |              |
| Heinkel Kabine    | Allemagne       | 175 cm3, 9 ch à 5 700 tr/min    |                                                       | 85 km/h  |              |
| Goggomobile Isard | Allemagne       | 300 cm3, 15 ch à 4 800 tr/min   |                                                       | 95 km/h  |              |
| Lloyd 250         | Allemagne       | 250 cm3                         |                                                       | 75 km/h  |              |
| Spatz             | Allemagne       | 191 cm3, 10 ch à 5 250 tr/min   |                                                       | 90 km/h  |              |
| Fuldamobile       | Allemagne       | 200 cm3, 10 ch à 5 250 tr/min   |                                                       | 80 km/h  |              |
| Messerschmitt     | Allemagne       | 200 cm3, 10 ch                  |                                                       | 100 km/h |              |
| Meyra 200         | Allemagne       | 200 cm3, 10 ch à 4 900 tr/min   |                                                       | 70 km/h  |              |
| Bassons Star      | États-Unis      |                                 |                                                       | 90 km/h  |              |
| Astra (en)        | Angleterre      | 322 cm3, 15 ch à 4 800 tr/min   |                                                       | 70 km/h  |              |
| Berkeley          | Angleterre      | 322 cm3, 15 ch à 5 000 tr/min   |                                                       | 100 km/h | 5 litres     |
| Gordon            | Angleterre      | 197 cm3, 8 ch à 4 500 tr/min    |                                                       | 75 km/h  |              |
| Powerdrive        | Angleterre      | 322 cm3, 15 ch à 5 000 tr/min   |                                                       | 100 km/h |              |
| Bond Minicar      | Angleterre      | 197 cm3, 9 ch à 4 500 tr/min    |                                                       | 80 km/h  |              |
| AC Petite         | Angleterre      | 853 cm3, 8 ch à 3 500 tr/min    |                                                       | 55 km/h  |              |
| Belcar            | Suisse          | 250 cm3, 11 ch à 5 300 tr/min   |                                                       | 85 km/h  |              |
| Jawa 350          | Tchécoslovaquie | 350 cm3                         |                                                       | 90 km/h  |              |
| Bielka            |                 |                                 |                                                       |          |              |

En mars 1958, est signé l'accord concernant l'adoption de conditions uniformes d'homologation et la reconnaissance réciproque de l'homologation des équipements et pièces de véhicules à moteur, entrée en vigueur en 1959.
Les cyclecars sont à cette époque classés par l'INSEE dans la catégorie des motocyclettes. Cette catégorie motocyclettes comprenait les véhicules d'une cylindrée supérieure à 125 cm3, y compris les moto-side et triporteurs.
Entre 1938 et 1958, la voiture de tourisme se répand au détriment des motocyclettes.
Pour des raisons techniques, il est temporairement impossible d'afficher le graphique qui aurait dû être présenté ici.

Le boum des micro-voitures dura jusqu'à la fin des années 1950, lorsque des voitures plus longues prirent leur essor, L'introduction de la Mini en 1959, qui offrait un plus grand volume intérieur et de meilleures performances à un prix abordable, a contribué au déclin des micro-voitures en Grande-Bretagne. La production des micro-voitures a quasiment cessé à la fin des années 1960, due à la compétition avec la Mini, la Citroën 2 CV, la Fiat 500 et la Renault 4.

### 1968 à 1992

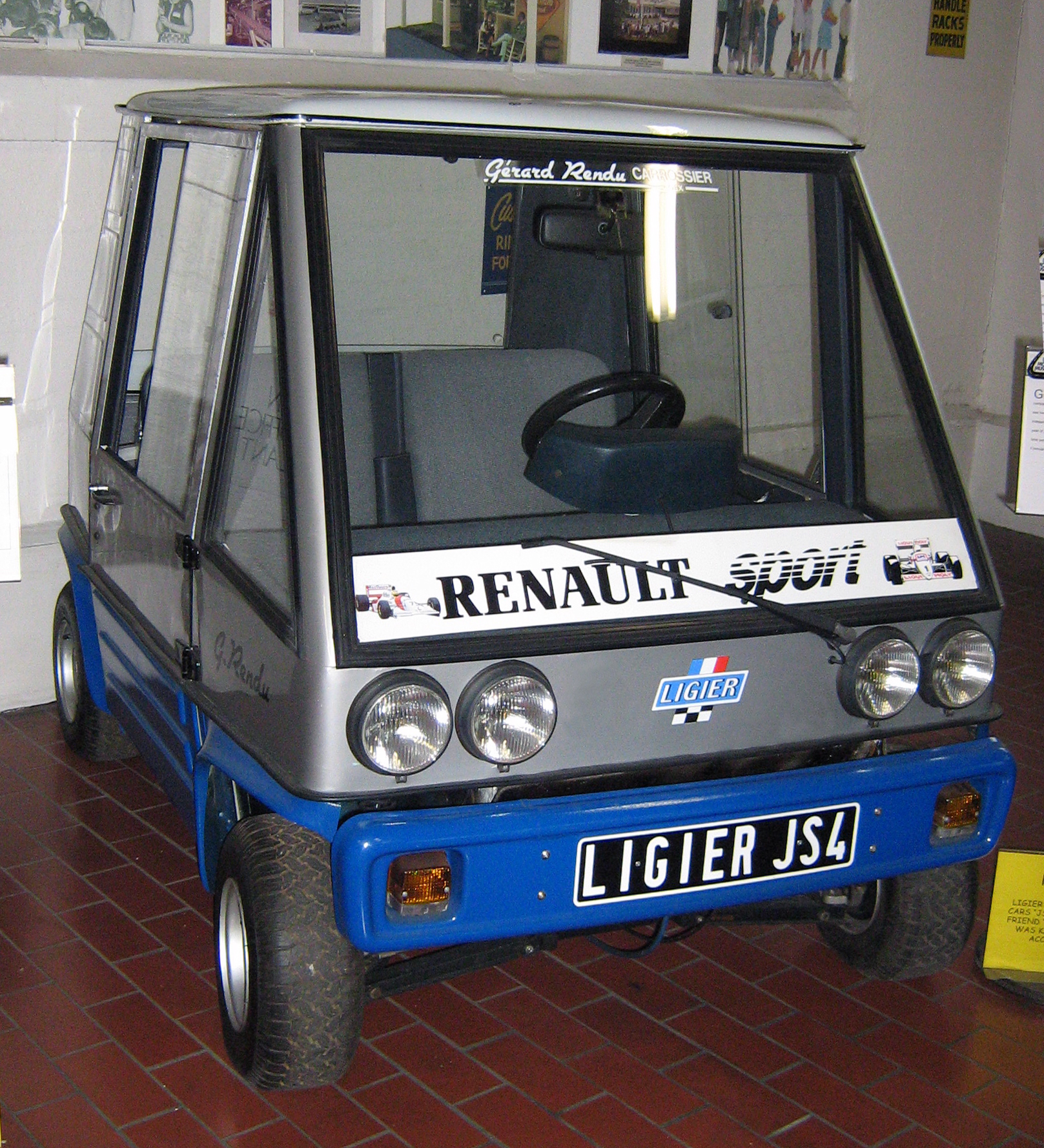
Une Ligier JS4, années 1980.

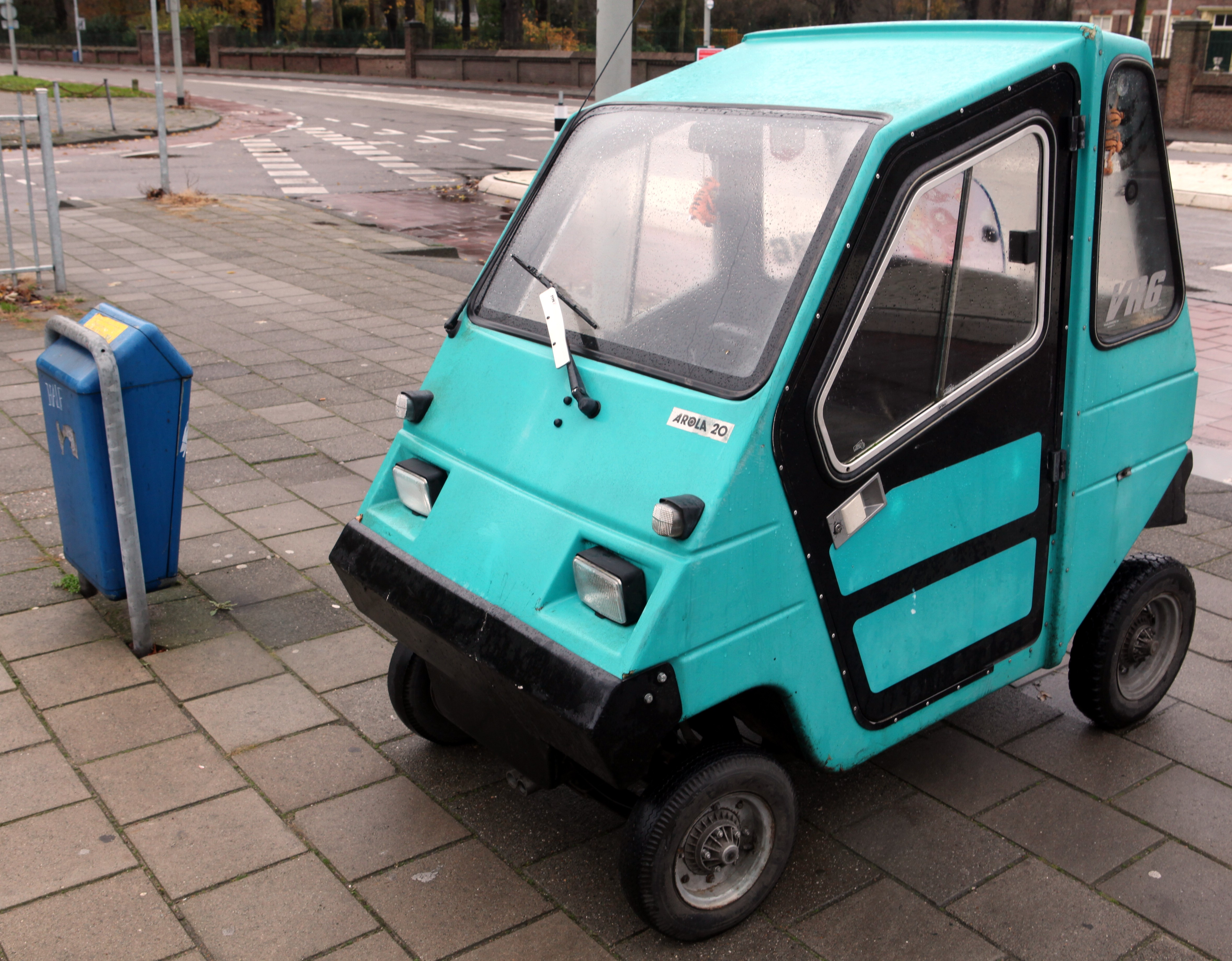
Arola 20.

Dans le contexte de l'après guerre, chaque pays conserve la compétence de sa législation nationale, et en même temps, la convention de Vienne de 1968 (sur la circulation routière) reflète cette notion, dans la mesure où elle n'interdit pas au cyclomoteur d'avoir un habitacle ou des pédales :

« Le terme « cyclomoteur » désigne tout véhicule à deux ou trois roues qui est pourvu d'un moteur thermique de propulsion de cylindrée au plus égale à 50 cm3 (3,05 pouces cubes) et dont la limite de vitesse, par construction, n'excède pas 50 km (30 miles) à l'heure. Les parties contractantes peuvent, toutefois, ne pas considérer comme cyclomoteurs, au regard de leur législation nationale, les engins qui n'ont pas les caractéristiques des cycles quant à leurs possibilités d'emploi, notamment la caractéristique de pouvoir être mus par des pédales, ou dont la vitesse maximale, par construction, le poids — la masse dans la version consolidée — ou certaines caractéristiques du moteur excèdent des limites données. »

« Le terme « motocycle » désigne tout véhicule à deux roues, avec ou sans side-car, pourvu d'un moteur de propulsion. Les parties contractantes peuvent, dans leur législation nationale, assimiler aux motocycles les véhicules à trois roues dont la masse à vide n'excède pas 400 kg (900 livres). »

Le concept des voitures sans permis au sens moderne a été développé en France par les sociétés Arola et Ligier. Arola fabrique d'abord un véhicule à châssis tubulaire et carrosserie en polyester, puis en 1978 une version plus longue et en 1980 une version à quatre roues avec portières en plexiglas et volant. L'une des premières Arola était l'Arola 10. Selon Arola, la première voiture Arola a été créée en 1975. Dans les années 1980, Ligier lance la JS4, une voiturette réalisée à partir de la cabine d'un tracteur agricole, pouvant être conduite sans permis.
Jusqu'en 1992, le concept de micro-voiture reste défini par chaque État-membre de l'union européenne, mais en 1992 avec la création du marché unique, la première réglementation pour le marché des micro-voitures apparaît au niveau européen.

### 2003-2019

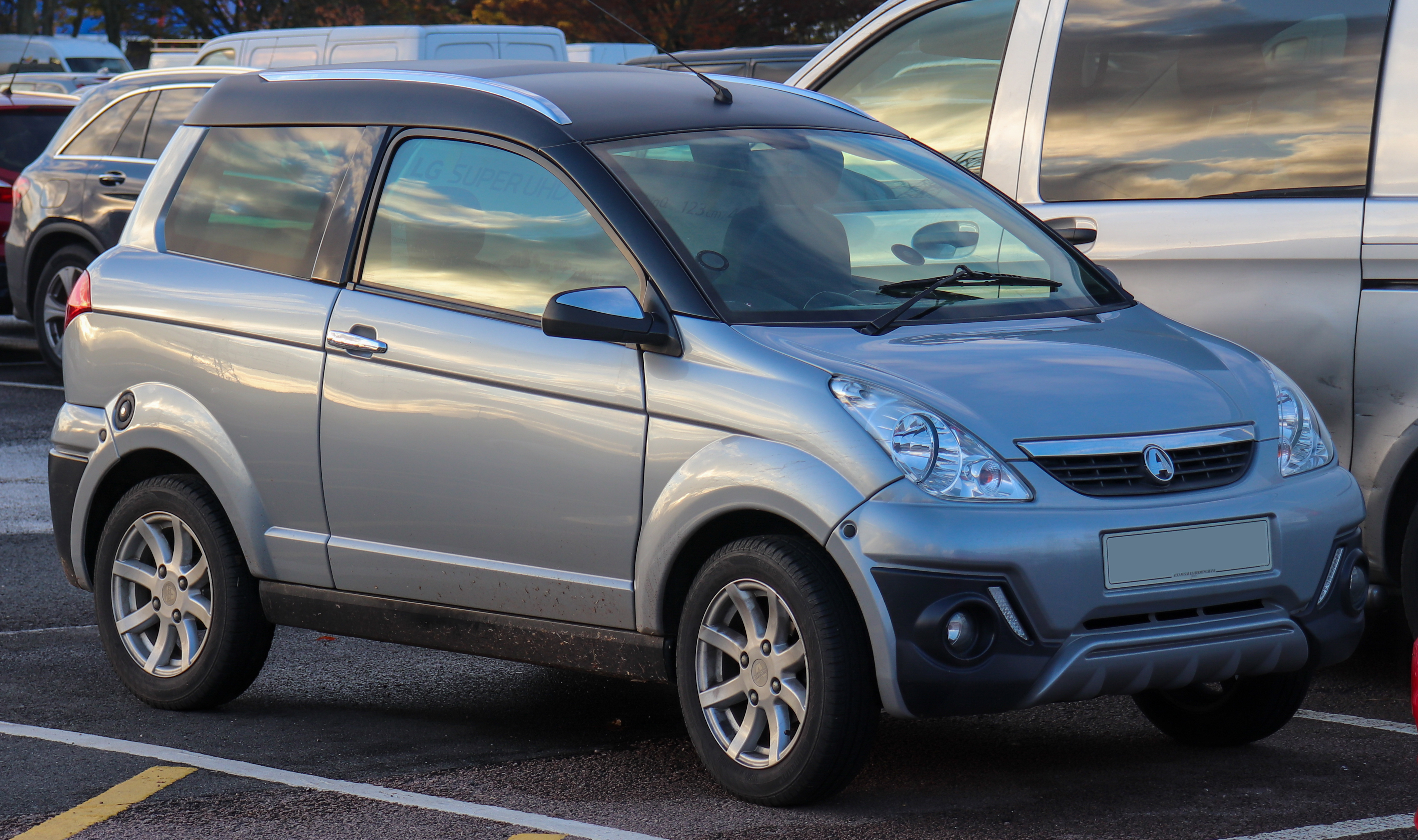
Aixam Crossover GTR de 2012.

Pour des raisons techniques, il est temporairement impossible d'afficher le graphique qui aurait dû être présenté ici.

Immatriculations de véhicules quadricycles neufs en France de 2003 à 2019

## Concepts
Outre les expressions « voiture sans permis » et « voiturette », d'autres appellations ont vu le jour :
- Sans permis : raccourci de « voiture sans permis » ;
- VSP : abréviation utilisée dans la presse écrite automobile française pour désigner une « voiture sans permis » ;
- Cyclecar : terme plus ancien désignant un véhicule pas forcément motorisé ;
- VBV : abréviation utilisée au Québec pour « véhicule basse vitesse », une catégorie américano-canadienne de véhicule;
- TPV ou « très petit véhicule », nom de code sous lequel a été développée la Citroën 2 CV
- Au Japon, les keijidōsha sont des voitures d'une longueur inférieure à 3,40 mètres, d'une largeur inférieure à 1,48 mètre, et d'une hauteur limitée à 2 mètres et un moteur d'une cylindrée maximale de 660 cm3.

### Synonymes
- Minivoiture : synonyme de « voiturette » ;
- Microvoiture : dérivé du terme anglophone « microcar » ;

## Réglementation

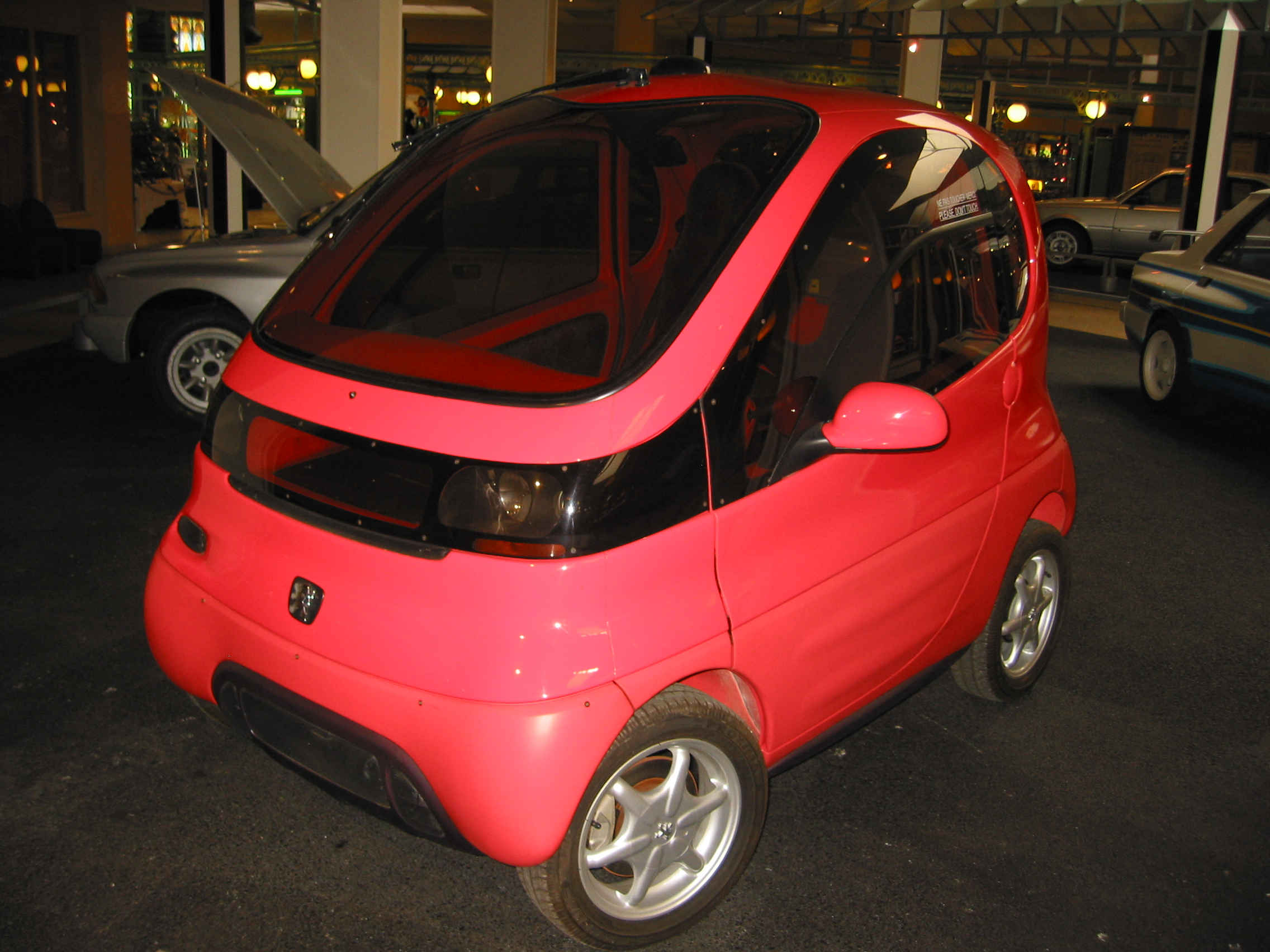
Peugeot Tulip de 1996.

En Europe, la réglementation européenne a été successivement définie par la directive 2002/24/CE qui a été en vigueur jusqu'au 31 décembre 2015 et par le Règlement (UE) no 168/2013 du 15 janvier 2013.
Le règlement européen prévoit une classification des quadricycles, pour les deux catégories principales : quadricycle léger (L6e) et quadricycle lourd (L7e) :
- L6e : Quadricycle léger composé de quatre roues et mode de propulsion, d'une vitesse maximale inférieure à 45 km/h, d'une masse en ordre de marche inférieure à 425 kilogrammes, et d'au plus deux places assises.
  - L6e-B : Quadricycle léger, composé d'un habitacle fermé accessible par au maximum trois côtés d'une puissance inférieure à 6 000 watts, sous-classé en deux sous-sous catégories : la L6e-BP pour le transport de personnes, et la L6e-BU pour le transport de marchandises.
  - L6e-A : Quadricycle routier léger, d'une puissance inférieure à 4 000 watts, et n'étant pas un quadricycle léger (L6eb).
- L7e : Quadricycle lourd composé de quatre roues et mode de propulsion d'une masse en ordre de marche inférieure à 450 kg pour le transport de passagers, et à 600 kg pour le transport de marchandises.
  - L7e-A : Quad routier lourd, conçu exclusivement pour le transport de passagers, et d'une puissance inférieure à 15 kW.
  - L7e-B : Quad tout-terrain lourd, ayant une garde au sol supérieure à 180 millimètres.
  - L7e-C : Quadrimobile lourd, puissance nominale ou nette continue maximale inférieure à 15 kW, et vitesse maximale de construction inférieure à 90 km/h, et habitacle fermé accessible par au maximum trois côtés[21].

La masse en ordre de marche est la masse à vide, qui comprend les liquides, équipements, carburant, carrosserie, et vitrages, mais ne comprend pas, occupants, chargement, batteries hybrides, réservoirs de carburants gazeux, ou d'air comprimé.
En pratique, on considère comme voiturette un quadricycle doté d'un habitacle fermé accessible par au maximum trois côtés, correspondant donc aux catégories L6e-B (quadricycle léger) et L7e-C (quadrimobile lourd).

### Permis de conduire européen
La directive 2006/126/CE du Parlement européen et du Conseil du 20 décembre 2006 relative au permis de conduire définit des catégories, définitions et âges minimums de permis de conduire pour les quadricycles.
Le permis cyclomoteur (AM) peut être utilisé pour la conduite des quadricycles légers tels que définis dans l'ancienne directive 2002/24/CE. Il n'est reconnu au niveau européen que pour les majeurs de 16 ans.
Le permis de catégorie B1 est spécifique aux quadricycles, définis dans la directive 2002/24/CE. Il n'est reconnu au niveau européen que pour les majeurs de 16 ans. Dans les États où le permis B1 n'existe pas, un permis B est nécessaire.

### En France
Une voiture sans permis est un véhicule automobile de faible encombrement et de performances réduites. L'absence de nécessité du permis de conduire justifie la limitation de performance et de gabarit des mini-voitures. Ainsi, la voiture hybride Vélo Gonnet, prototype de 1952, se conduisait sans permis.
Sur un quadricycle à moteur, l'apposition d'une plaque d'immatriculation n'est obligatoire qu'à l'arrière du véhicule (elle est facultative à l'avant).
Les quadricycles légers et même les quadricycles lourds à moteur n'ont strictement pas le droit de circuler sur les autoroutes et routes pour automobiles en France (y compris le boulevard périphérique parisien).
Une suspension, annulation ou invalidation du permis de conduire interdit également la conduite des quadricycles lourds à moteur. La conduite des quadricycles légers à moteur reste cependant autorisée, sauf décision contraire du tribunal.
Depuis le mois de novembre 2014, la France a adopté la législation européenne sur la conduite des voitures sans permis. Ainsi il est possible de conduire à partir de 14 ans.
L'assurance des voiturettes sans permis est obligatoire en France.
À partir du 1er octobre 2022, le contrôle technique des voitures sans permis est obligatoire en France.

#### Quadricycle léger à moteur
Conformément au règlement européen, l'article R.311-1 du code de la route français définit le quadricycle léger à moteur comme un véhicule à moteur à quatre roues dont la vitesse maximale par construction est comprise entre 6 et 45 km/h, la cylindrée n'excède pas 50 cm3 pour les moteurs à allumage commandé, 500 cm3 pour les moteurs à allumage par compression, dont la puissance maximale nette n'excède pas 4 kilowatts (sous-catégorie L6e-A) ou 6 kilowatts (sous catégorie L6e-B), le poids à vide n'excède pas 425 kilogrammes et la charge utile n'excède pas 250 kilogrammes s'il est destiné au transport de personnes et 300 kilogrammes s'il est conçu pour le transport de marchandises.
L'obtention du Permis AM option quadricycles légers à moteur, ex-Brevet de sécurité routière (BSR), est obligatoire pour la conduite de ce type de véhicule en France, pour les personnes nées après le 31 décembre 1987, sauf s'ils ont déjà obtenu le BSR option quadricycles légers à moteur avant le 19 janvier 2013 ou s'ils ont déjà obtenu l'un des permis suivants : A, A1, B, B1. Les autres usagers peuvent l'utiliser sans code, ni permis de conduire, ni examen médical.

#### Quadricycle lourd à moteur
Conformément au règlement européen, l'article R.311-1 du code de la route français définit le quadricycle lourd à moteur comme un véhicule à moteur à quatre roues dont la puissance maximale nette du moteur est inférieure ou égale à 15 kilowatts, le poids à vide n'excède pas 600 kilogrammes pour les quadricycles affectés au transport de marchandises et 450 kilogrammes pour les quadricycles destinés au transport de personnes, la charge utile n'excède pas 1 000 kilogrammes s'il est destiné au transport de marchandises ou la valeur du poids à vide du véhicule s'il est destiné au transport de personnes, et qui ne répond pas à la définition des quadricycles légers à moteur.
Une formation spécifique au quadricycle lourd à moteur peut être suivie et un examen spécifique B1 autorise la conduite de ces véhicules. L'obtention du permis de conduire A, A progressif ou B autorise la conduite des tricycles à moteur et des quadricycles lourds à moteur (sous-catégorie B1). La sous-catégorie A1 (motocyclette légère) du permis de conduire permet par équivalence la conduite des véhicules inscrits dans la sous-catégorie B1.[réf. nécessaire] Le permis A (moto) permet par équivalence la conduite de véhicules à quatre roues de faible cylindrée (Permis B1).

#### Location de VSP
La France est l'un des rares pays d'Europe à autoriser la location de voiture sans permis. Ce nouveau système est en pleine expansion depuis quelques années, avec des entreprises telles que Moving-Car, appartenant au groupe Mobivia Groupe, Freerent ou Always Car. La plupart de ces entreprises de location exigent un âge minimum de 21 ans pour une question d'assurance.

#### Sécurité et accidents
En 2024, les voiturettes sont impliquées dans 445 accidents en France qui tuent 37 personnes dont 34 usagers de voiturettes. 68% des usagers de voiturettes sont morts sur des routes hors agglomération. Parmi les 34 usagers de voiturettes tués 13 le sont sans tiers. Le nombre d'adolescents de 14 à 17 ans tués est de 3.
Les adolescents représentent 27% des blessés en voiturettes mais ces adolescents blessés en voiturette sont 18 fois moins nombreux que les adolescents blessés en cyclomoteur.

#### Nouvelle-Calédonie
En Nouvelle-Calédonie, où elles sont essentiellement conduites par des jeunes de 15 à 18 ans, il est nécessaire d'obtenir un permis de conduire spécifique pour conduire une voiturette. De plus, il y a deux permis différents, selon que l'on conduise un véhicule léger (dès 15 ans) ou lourd (dès 16 ans).

### En Belgique
La réglementation belge est très semblable à la réglementation française.[évasif]
Comme la réglementation française, la réglementation belge répond à la directive 2002/24/CE qui différencie les quadricycles légers à moteur (catégorie L6e) qui ne nécessitent pas de permis en France, des quadricycles lourds à moteur (catégorie L7e) qui en France nécessitent un permis.
En Belgique, la législation répondant à l'ancienne directive fournit deux réglementations différentes pour les quadricycles, selon leur catégorie.
En Belgique est considéré comme quadricycle léger, au sens de l'ancienne directive, tout véhicule à moteur à quatre roues dont la masse à vide est inférieure ou égale à 350 kg, dont la vitesse maximale par construction ne dépasse pas 45 km/h, d'une puissance inférieure à 50 cm3 ou 4 kW. Pour ces quadricycles, la détention d'un permis AM — une dénomination européenne de permis de conduire — est nécessaire.
Les autres quadricycles considérés comme lourds, sont considérés comme des véhicules ordinaires et nécessitent un permis B pour voiture de tourisme
En Belgique, le terme de voiturette est utilisé pour des dispositifs médicaux.
En Belgique, les voitures sans permis nécessitent un permis AM sauf pour les personnes nées avant le 14 février 1961.

### Allemagne
L'Allemagne a développé le concept de Leichtelektromobil (LEM) qui sont des quadricycles électriques, de catégorie L6e ou L7e, mais en version électrique.
Les LEMs présentent l'avantage d'être moins gourmands en énergie du fait de leur moindre masse. Ainsi, le Renault Twizy consomme 8 kWh/100 km, la Nissan Leaf 16 kWh/100 km, et la VW Golf avec moteur à combustion interne 50 kWh/100 km.

### Norvège

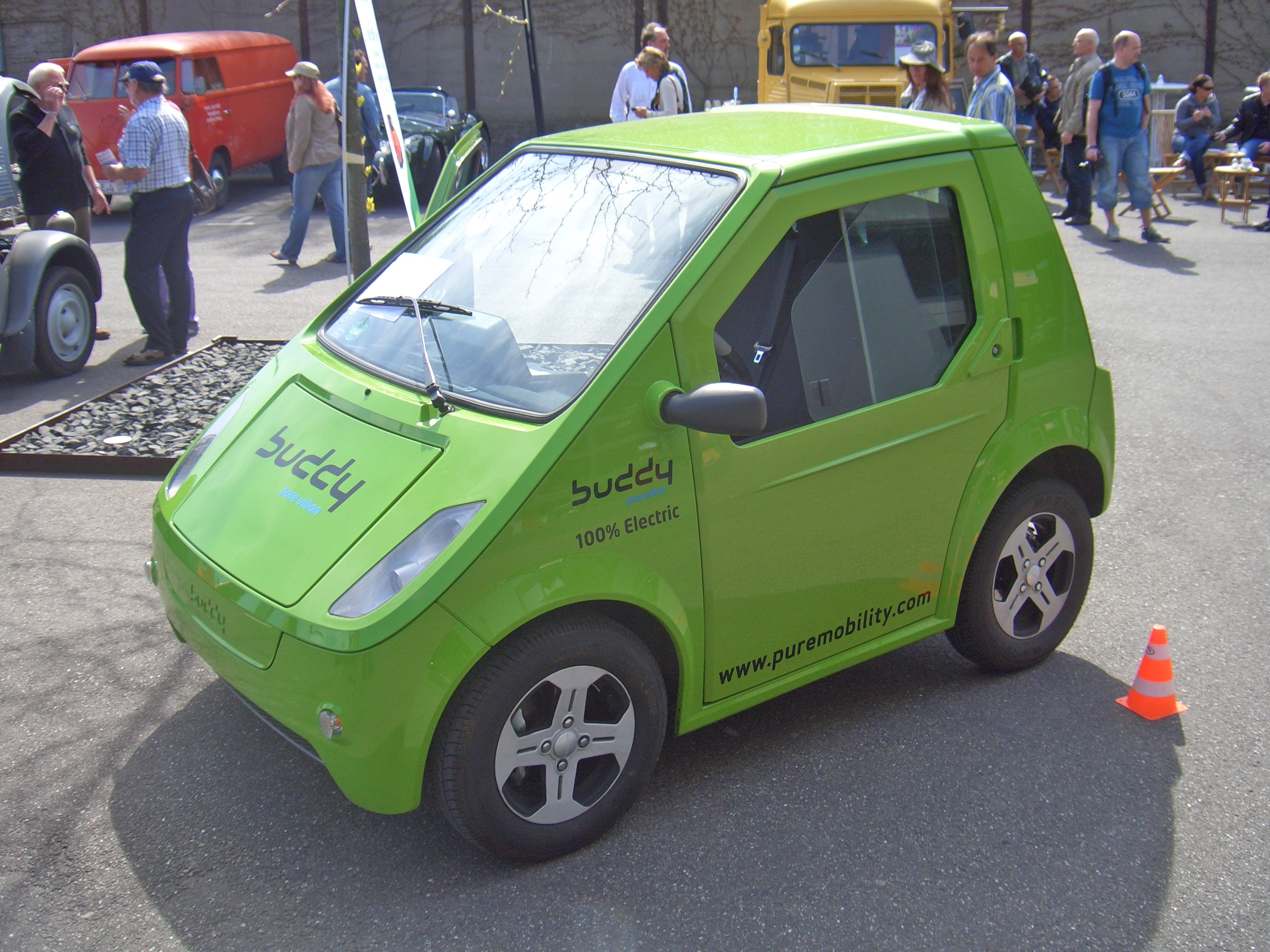
Buddy (quadricycle)

En Norvège, un quadricycle peut être garé perpendiculairement à la route sur une place de moto.

## Sécurité
D'après Vias, peu d'informations sont disponibles sur la sécurité des VSP ou quadricycles légers (L6e) qui ne font pas l'objet de tests Euro NCAP contrairement aux quadricycles lourds (L7e). Hors autoroute le risque est 2,5 fois plus élevé pour le risque d'accident avec blessé et 6 fois plus élevé pour le risque d'accident grave, mais il est plus faible que pour les cyclomoteurs à deux ou trois roues : 4 fois moins pour le risque d'accident avec blessé et 3 fois moins pour le risque d'accident grave.
D'après Euro NCAP, les quadricycles ressemblent à des véhicules de tourisme, sans bénéficier des contraintes réglementaires relatives à la sécurité. Les quadricycles n'obtiennent qu'une ou deux étoiles, là où une voiture de la catégorie M1 en obtiendrait 5.

### Crashtests en vitesse urbaine
En particulier, l'UFC-Que choisir s'est associé à l'Euro NCAP pour soumettre des micro-voitures (L7e) à des crash-tests à vitesse de 50 km/h au lieu de 64, et a ainsi découvert que l'absence de législation en la matière laisse les constructeurs commercialiser des véhicules peu équipés en matière de sécurité.
Quatre véhicules, tous équipés de ceinture de sécurité, ont été testés.
Pour des raisons techniques, il est temporairement impossible d'afficher le graphique qui aurait dû être présenté ici.

Le Renault Twizy 80 est équipé d'une ceinture de sécurité et d'un airbag fonctionnels, mais la déformation du véhicule ne permet pas d'absorber le choc.
Sur le Club Car Villager 2+2 LSV, la colonne de direction peut reculer d'un mètre et s'enfoncer dans la cage thoracique du conducteur. Le véhicule se disloque mais ne permet pas de protéger les occupants.
Sur la Ligier Ixo JS Line, la ceinture de sécurité s'est détachée au moment du choc ce qui ne lui permet pas d'être efficiente. La thorax est également fortement comprimé.
Sur la Tazzari Zero, la ceinture de sécurité et la portière se sont détachés ne leur permettant pas de protéger les occupants. La choc de la tête contre le volant peut provoquer une blessure mortelle.

### Équipements de sécurité
En octobre 2019, peu de véhicules sont équipés de la climatisation, de l'ABS, ou de l'airbag. Ligier dispose de sept modèles à motorisation DCI équipés de climatisation. La M10 (Casalini) est la seule a disposer d'un ABS.
Depuis juin 2010, chacun des modèles de la M.Go de Microcar est doté d’airbag.

### Accidents
En France, sur une période de cinq années, 2 053 accidents ont impliqué une voiturette, tuant 148 personnes dont 133 dans une voiturette, et 2 570 ont été blessées dont 1 074 hospitalisées pendant plus de 24 heures.
- Les 133 usagers de voiturettes tués se répartissent en 108 conducteurs et 25 passagers. Les autres tués dans ces accidents de voiturette sont huit piétons, cinq usagers de deux-roues motorisés et un automobiliste.
- Les 1 074 personnes blessées hospitalisées plus de 24 heures se répartissent en 61 % d'usagers de voiturettes, 15 % de piétons, 14 % d'usagers de deux-roues motorisés, 7 % d'automobilistes et 3 % de cyclistes.

Les accidents de voiturette en France sont six fois plus mortels hors agglomération qu'en ville.
En 2018, en France, sur les 25 tués en voiturette, cinq l'ont été en agglomération, vingt sur route hors agglomération, et un sur autoroute, vingt et un le jour et cinq la nuit, dix-huit hommes et huit femmes.
En 2023, en France, 23 personnes se sont tuées en voiturette et 22 en quad.

### Parts de marché
En 2009, les ventes des constructeurs français en Europe se répartissaient ainsi :
- Aixam : 11 484 véhicules ;
- Microcar (absorbé par Ligier en 2008) : 6 124 véhicules ;
- Ligier : 5 792 véhicules ;
- Chatenet : 1 823 véhicules ;
- JDM : 1 609 véhicules (liquidé en 2014).

Pour des raisons techniques, il est temporairement impossible d'afficher le graphique qui aurait dû être présenté ici.